# Anomoia klossi
Anomoia klossi är en tvåvingeart som först beskrevs av Edwards 1919.  Anomoia klossi ingår i släktet Anomoia och familjen borrflugor. Inga underarter finns listade i Catalogue of Life.